# Woodborough (Nottinghamshire)
Woodborough – wieś w Anglii, w hrabstwie Nottinghamshire, w dystrykcie Gedling. Leży 10 km na północny wschód od miasta Nottingham i 180 km na północ od Londynu. Miejscowość liczy 1852 mieszkańców.